# Ömer Kulga
Ömer Kulga (Sint-Niklaas, 8 januari 1989), is  een Belgisch voetballer, die sinds december 2011 in dienst is van Orduspor. Kulga is een verdediger en maakte zijn debuut voor MVV Maastricht op 22 augustus 2008 in de thuiswedstrijd tegen Helmond Sport. Voor zijn komst naar MVV speelde Kulga bij het Belgische RCS Visé.

## Carrière
| Seizoen | Club           | Land       | Competitie     | Wedstrijden | Doelpunten |
| ------- | -------------- | ---------- | -------------- | ----------- | ---------- |
| 2008/09 | MVV            | Nederland  | Eerste divisie | 1           | 0          |
| 2009/10 | MVV            | Nederland  | Eerste divisie | 7           | 1          |
| 2010/11 | MVV            | Nederland  | Eerste divisie | 28          | 1          |
| 2011/12 | Kayserispor    | Turkije    | Süper Lig      | 0           | 0          |
| 2011/12 | Orduspor       | Turkije    | Süper Lig      | 8           | 0          |
| Totaal  | Bijgewerkt tot | 06-06-2011 |                | 44          | 2          |